# Die unendliche Fortsetzung des Verkehrsbandes

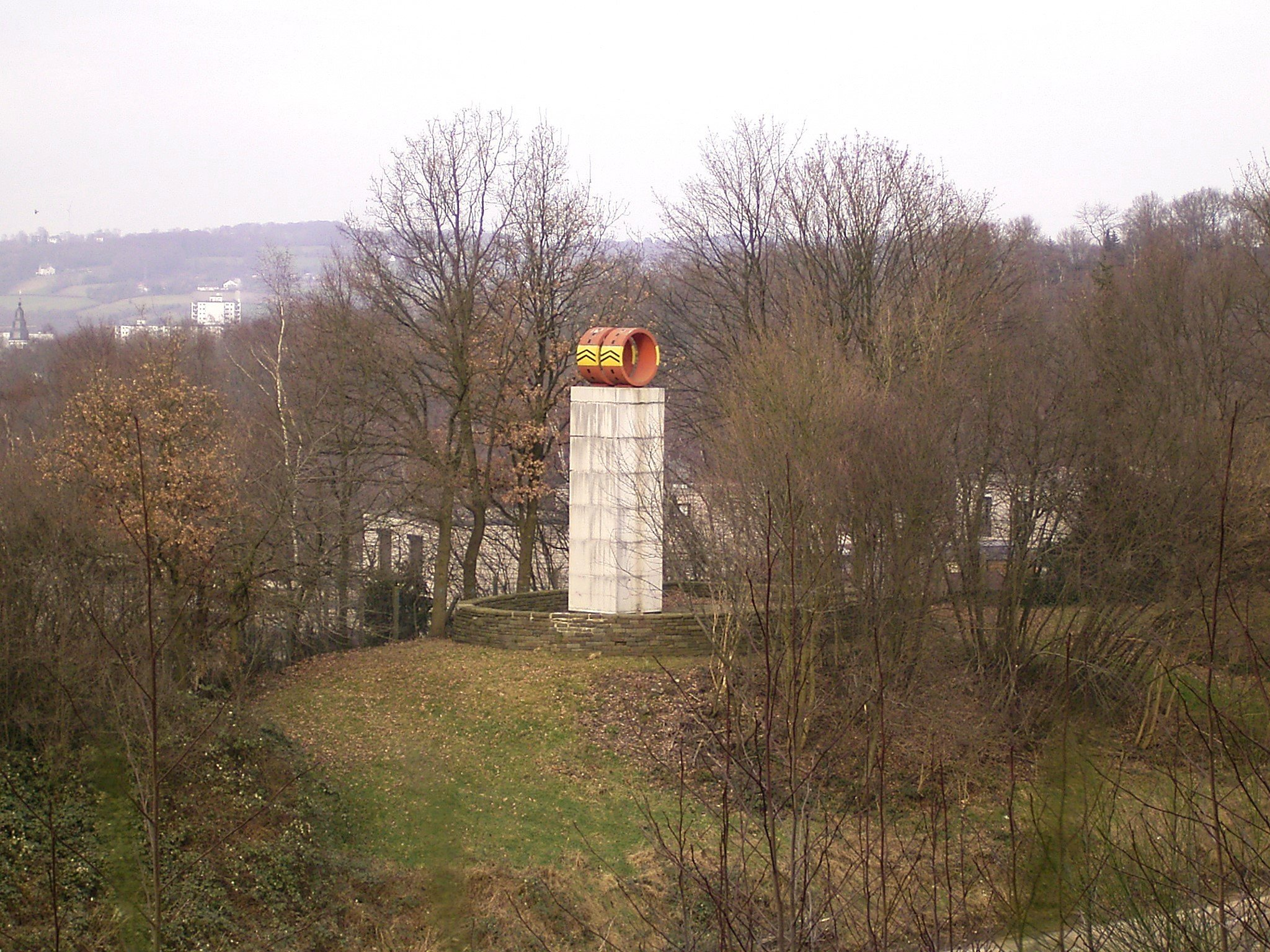
Denkmal von Peter Brüning am Autobahnparkplatz Ehrenberg (alte Ansicht vor Umgestaltung der Raststätte)

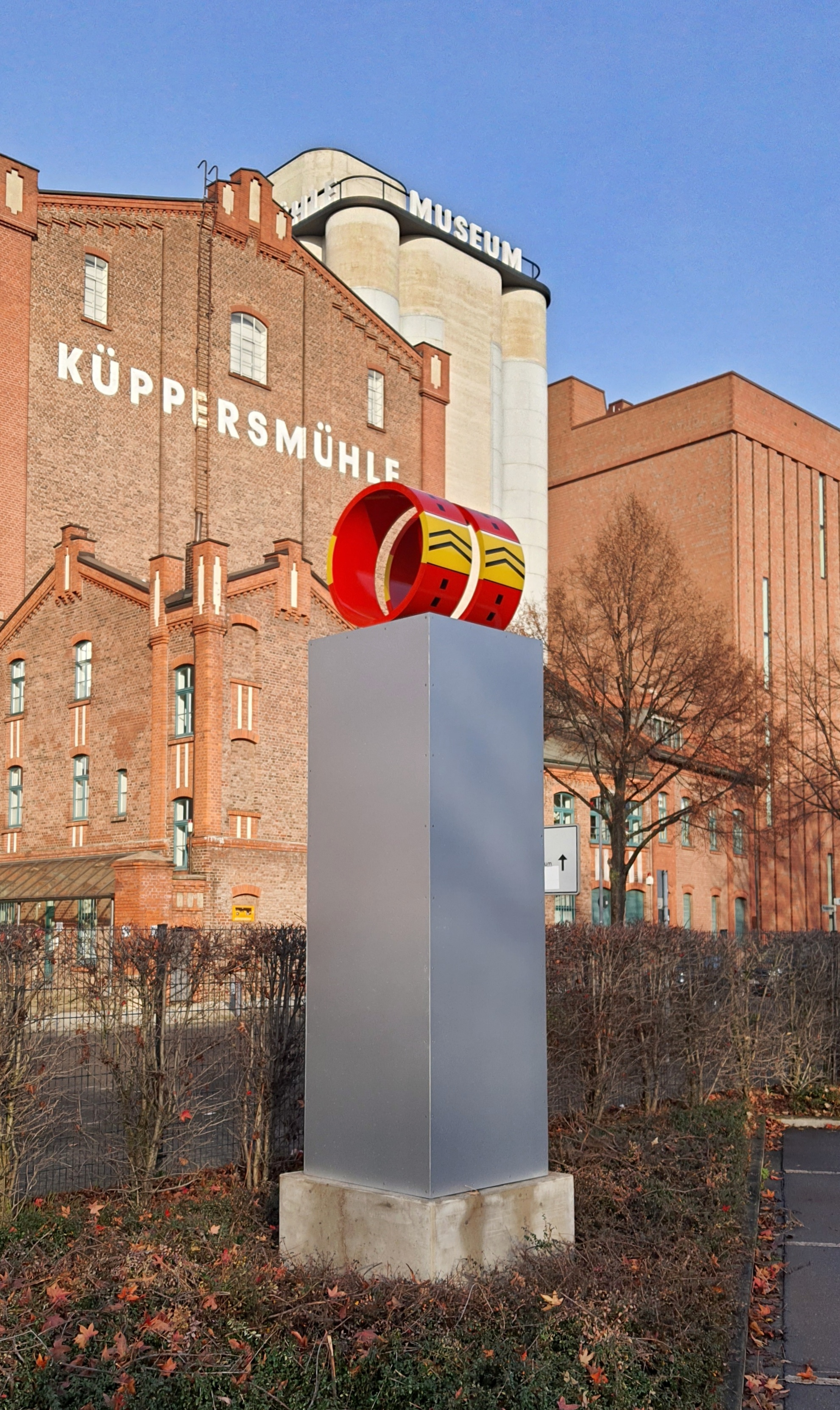
Das Modell am Duisburger Museum Küppersmühle

Die unendliche Fortsetzung des Verkehrsbandes ist der Werktitel einer an der Bundesautobahn A1 in Höhe der Raststätte Ehrenberg aufgestellten Plastik des Malers und Bildhauers Peter Brüning. Sie dient als Autobahndenkmal der künstlerischen Auseinandersetzung mit dem Thema Autobahn.

## Beschreibung
Das Denkmal besteht aus einer 6,4 Meter hohen, eckigen Säule aus weißen Betonfertigteilen, auf der eine 3,8 Meter hohe Plastik aufgestellt ist. Sie ist in Form zweier paralleler roter Stahlringe ausgeführt, auf denen rechteckige gelbe Felder mit dünnen schwarzen Winkeln aufgebracht sind. Der damalige Bundesverkehrsminister Georg Leber entdeckte 1967 ein Modell des Werkes bei einer Ausstellung in Bad Godesberg und erwarb die Plastik spontan, um sie an einer Autobahn aufzustellen. Es wurde als Standort die Bundesautobahn A1 an der Raststätte Ehrenberg bestimmt, wo das Denkmal unter Teilnahme des Ministers 1969 eingeweiht wurde.
Das Modell der Plastik wurde 1968 auch auf der 4. documenta in Kassel ausgestellt und fand seinen Platz vor dem Duisburger Museum Küppersmühle, wo es noch heute zu besichtigen ist. Brüning schrieb über seine Arbeit:
Die Idee, die ich bei der Findung dieser beiden Formen hatte, ist so zu verstehen, als wenn man beide Bahnen der Autobahn auf den Sockel hebt, sie aufrollt und endlich macht, auf jeden Fall auf eine Stelle fixiert. Die Ringe symbolisieren die unendliche Fortsetzung des Verkehrsbandes. Die nach oben zeigenden Winkel bedeuten in der Sprache der Autokarten ein Ansteigen der Straße. Hier unterstreichen sie zeichenhaft die Bewegung, die in der Form liegt. Die schwarzen Rechtecke, die auf dem roten Grund in der Mitte der Ringe fortlaufen, wiederholen die weißen Markierungen in der Mitte der Fahrbahn, die unterbrochene Mittellinie.
Weiterhin führte er aus, dass das Symbol auf der Skulptur eine künstlerische Doppeldeutigkeit besitze: zum einen als praktischer Hinweis als auch im Sinne „eines kontemplativen Charakters“.